# Raïon de Slioudianka
Le raïon de Slioudianka (en russe : Слюдя́нский райо́н, Slioudianski raïon) est un une subdivision administrative (raïon) de l'oblast d'Irkoutsk en Russie. Peuplé de 38 700 habitants, il est réparti en 8 municipalités avec comme centre administratif la ville de Slioudianka. Il se situe sur la rive sud du lac Baïkal, site classé à l'UNESCO, et bénéficie d'un secteur touristique important. Il est entouré au nord par le raïon d'Irkoutsk et de celui de Chelekhov, à l'ouest du raïon de la Tounka, au sud du raïon de Zakamensk et à l'est de celui de Kabansk.

## Géographie

### Géographie physique
Le raïon de Slioudianka est le raïon le plus au sud de l'oblast d'Irkoutsk, en Sibérie. Il est limitrophe des raïons d'Irkoutsk au nord-est et de Cheremkhovo au nord. Il borde aussi la république de Bouriatie à sur sa partie ouest avec le raïon de la Tounka, au sud avec le raïon de Zakamensk et à l'est avec le raïon de Kabansk. Le chef-lieu du raïon, Slioudianka, se situe à 80 kilomètres au sud-ouest de la capitale régionale par vol d'oiseau; Irkoutsk, à 1426 km de Novossibirsk et à 4200 kilomètres de Moscou. La superficie du raïon est de 4 348 km2, soit 0,57% de la superficie du sujet. Son point culminant se situe au pic Tcherski, culminant à 2090 mètres dans les monts Khamar-Daban, et le point le plus bas est situé au début de l'Angara, à 455 mètres d'altitude.
La frontière commence peu après la naissance de l'Angara, et part sur un axe latitudinale vers l'ouest, en englobant une partie des gorges de l'Irkout. Après avoir rencontré la frontière avec le raïon de la Tounka, elle descend vers le sud en longeant le bord de la plaine de la Tounka, en englobant seulement une toute petite partie. Une fois traversée la rivière Irkout, elle rejoint la chaîne de Komar, une crête du Khamar-Daban. Juste avant d'arriver au pic Tcherski, elle descend en ligne droite vers le sud-ouest sur 14 km, avant de faire une autre ligne droite plein sud de 33 kilomètres, pour rejoindre une autre ligne de crête des Khamar-Daban. Elle continue dans un axe vers l'est jusqu'à rencontrer la rivière Snejnaïa, où elle emprunte son cours pour se jeter dans le Baïkal. De là, elle rejoint la source de l'Angara puis le début de la frontière administrative peu après.

Le raïon borde la pointe sud du lac Baïkal, dans lequel la plupart des rivières du raïon se jettent, comme la Slioudianka, l'Outoulik ou la Khara-Mourin. La seule exception est à l'ouest, au niveau de la frontière avec la Tounka, où le territoire fait partie du bassin de l'Irkout. Le raïon est en quelque sorte confiné entre les montagnes et le lac, avec seulement de petites plaines entre. Les plus grandes plaines sont celles de Koultouk, de Slioudianka, de de Baïkalsk, de Mourino et de Vydrino, toutes situées à l'embouchure de rivières sur le Baïkal. L'extrémité du Baïkal, à Koultouk, se nomme le golfe de Koultouk, où des zones sablonneuses et des marécages peuvent être trouvés. Dans cette baie se trouve le cap Chamanski, un cap tout fin et ancien éperon rocheux des Khamar-Daban qui se jette dans le lac.
Le climat du raïon de Slioudianka est sur les basses terres, soit les rives, assez doux, avec un climat continental. Les hivers ne sont pas glacials et les étés pas très chauds, grâce aux monts Khamar-Daban qui protège une partie de la région des vents. Cependant, le couloir entre Koultouk et la dépression de Tounka, n'étant pas montagneux, voit passer de nombreux vents. Les premières gelées arrivent fin septembre, tandis que les dernières se terminent fin mai. Néanmoins, c'est l'une des régions avec le plus de jour sans gel de l'oblast d'Irkoutsk, avec 126 jours sans à Slioudianka, 135 sans à Baïkalsk, contre 95 à Irkoutsk. La température moyenne en janvier est de -17,4°C, avec un absolu à -40°C tandis qu'en juillet, la moyenne est de 15,3°C, avec un absolu de 31°C. La température annuelle moyenne est de -0,7°C, et à cause des Khamar-Daban, les précipitations annuelles sont supérieures à la moyenne régionale, avec 1418 mm dont les trois quarts entre mai et août,.

Sur la superficie totale du territoire, 58,7% d'elle est couverte de forêts, 31,8% de zones aquatiques, dont 31,4% pour le seul Baïkal. Il y a aussi 8,3% de terres urbanisées. Parmi la superficie totale, 10,8% fait partie du parc national du Pribaïkal.

Paysages du raïon :
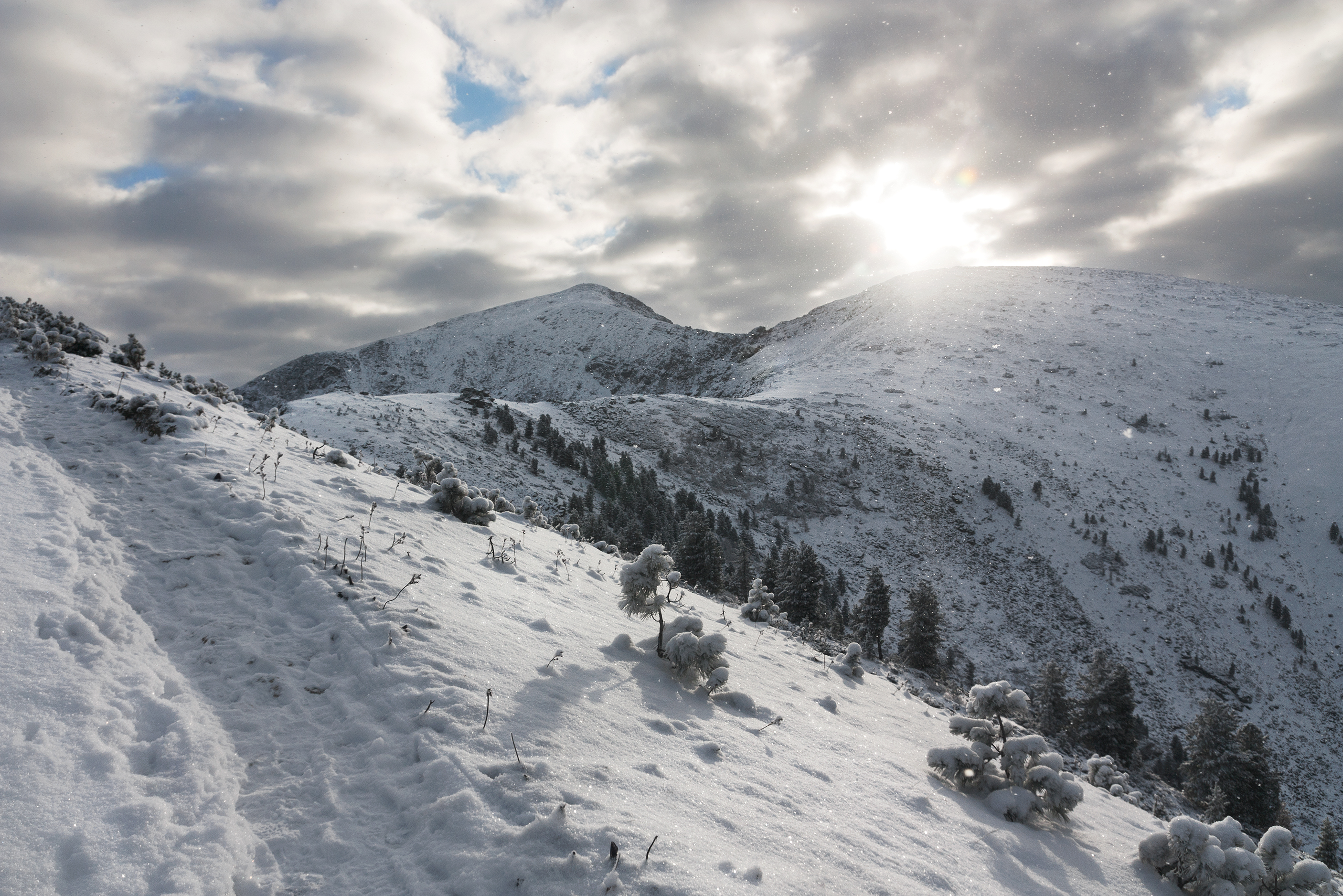
Pic Tcherski en hiver.
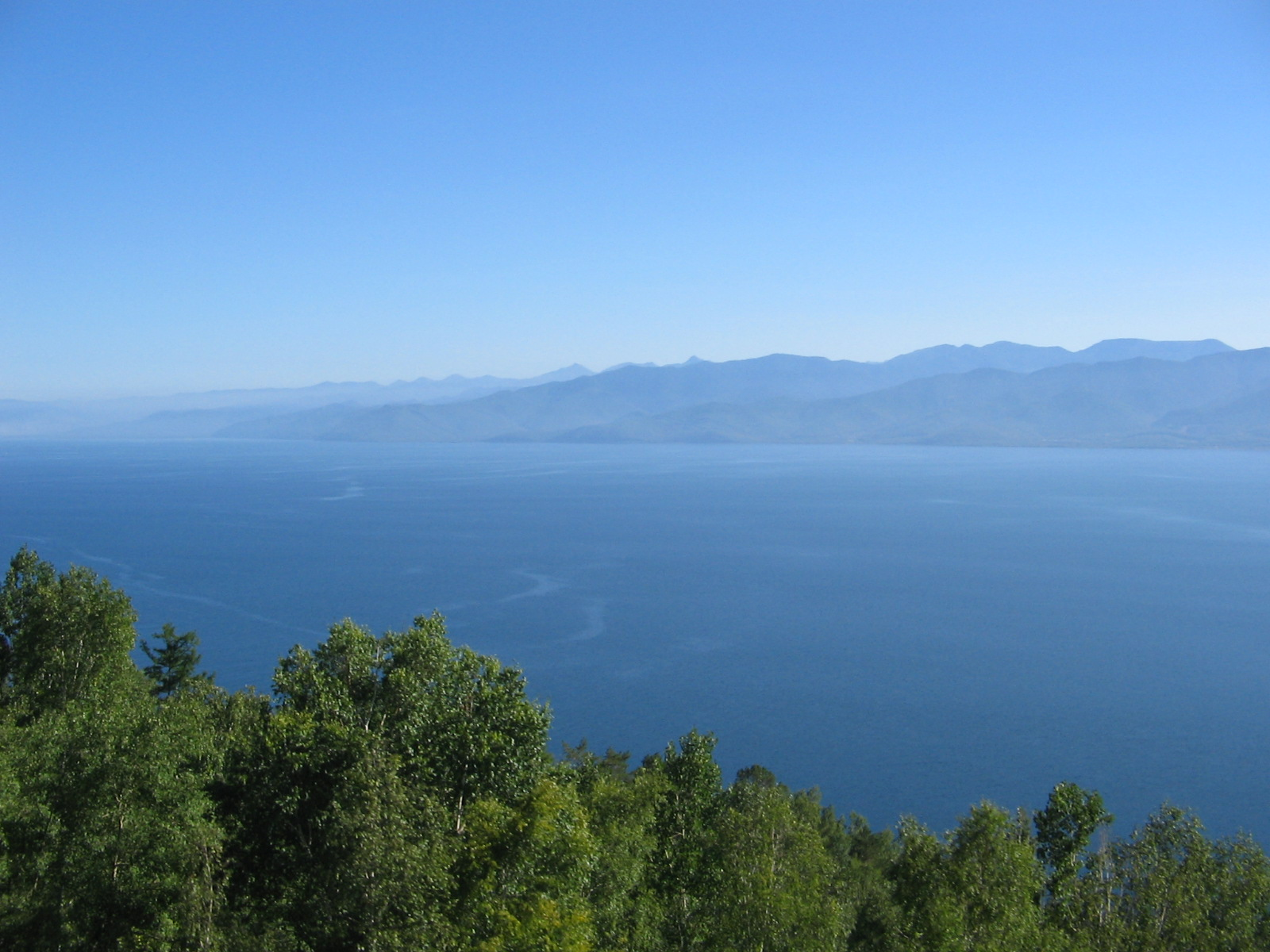
Le Baïkal avec les Khamar-Daban.
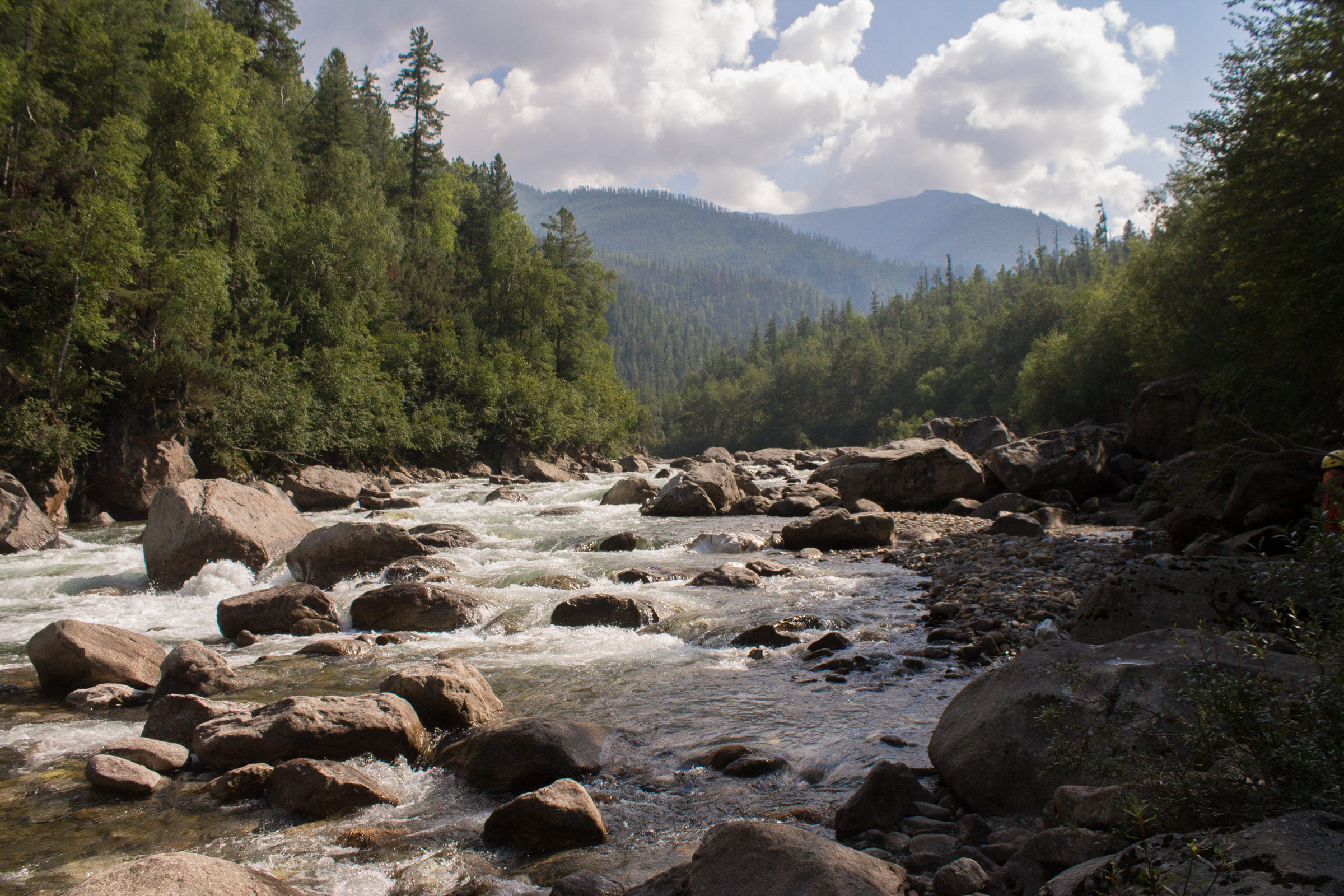
Rivière Outoulik dans la taïga.
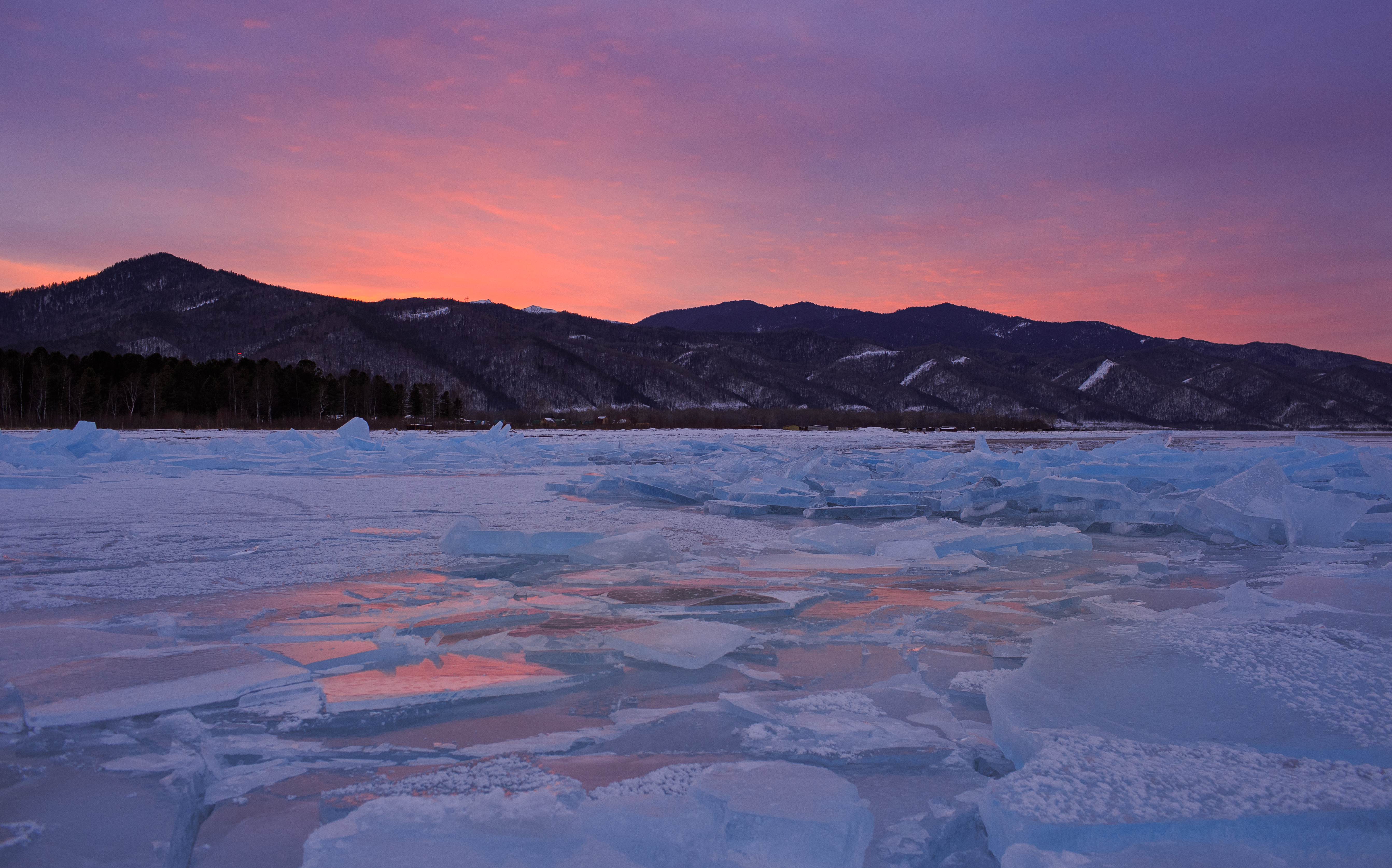
Le Baïkal glacé avec les Khamar-Daban.

### Climat
| Mois                                                | jan.       | fév.       | mars       | avril      | mai        | juin      | jui.      | août      | sep.      | oct.       | nov.       | déc.     | année      |
| --------------------------------------------------- | ---------- | ---------- | ---------- | ---------- | ---------- | --------- | --------- | --------- | --------- | ---------- | ---------- | -------- | ---------- |
| Température minimale moyenne (°C)                   | −21,2      | −20,1      | −15,3      | −8,3       | −1,3       | 5,4       | 8,7       | 6,8       | 0,6       | −6,7       | −15,3      | −19,6    | −7,1       |
| Température moyenne (°C)                            | −16,6      | −15,2      | −10,2      | −3,1       | 3,9        | 10,5      | 13,1      | 11        | 4,7       | 2,1        | −10,4      | −14,9    | −2,4       |
| Température maximale moyenne (°C)                   | −11        | −9,3       | −4,1       | 2,8        | 9,8        | 16        | 17,8      | 15,9      | 10,1      | 3,8        | −4,6       | −9,3     | 3,2        |
| Record de froid (°C) date du record                 | −39,6 2018 | −39,6 1974 | −33,4 1998 | −28,5 1984 | −16,4 1955 | −8,3 1976 | −2 1988   | −6,2 1981 | −13 1971  | −27,2 1976 | −34,8 1952 | −37 1954 | −39,6 2018 |
| Record de chaleur (°C) date du record               | 8,7 1983   | 9,3 2020   | 15,3 2015  | 21,2 2020  | 28,3 2017  | 32 2010   | 31,5 2004 | 30,8 2007 | 28,6 2019 | 24,2 1986  | 13,2 2007  | 7,8 1972 | 32 2010    |
| Ensoleillement (h)                                  | 100        | 130        | 179        | 181        | 221        | 213       | 195       | 187       | 160       | 134        | 92         | 80       | 1 872      |
| Précipitations (mm)                                 | 29,3       | 27,5       | 56,6       | 93,7       | 124        | 195       | 275,4     | 229       | 149,4     | 81,3       | 56         | 39,7     | 1 356,8    |
| Précipitations les plus basses (mm) année du record | 9 1962     | 4 1945     | 19 1948    | 23 1943    | 45 1946    | 46 1993   | 96 1980   | 90 1977   | 40 1953   | 40 1971    | 34 1960    | 18 1959  | 7 1958     |
| Précipitations les plus hautes (mm) année du record | 64 2004    | 86 2004    | 115 2001   | 200 2005   | 377 1943   | 587 1938  | 739 1971  | 596 2003  | 404 1970  | 178 2002   | 117 2012   | 102 1996 | 1 940 1973 |
| Record de pluie en 24 h (mm) date du record         | 15 1994    | 16 2008    | 29 1975    | 75 2011    | 130 1943   | 108 1960  | 305 2019  | 190 1941  | 143 1945  | 84 1974    | 30 2001    | 23 2005  | 260 1971   |
| Nombre de jours avec précipitations                 | 13,3       | 11,7       | 13,8       | 15,8       | 15,8       | 17,5      | 19,6      | 19,2      | 15,1      | 13,2       | 14,2       | 14,4     | 183,7      |

| Diagramme climatique                                  |               |               |             |            |          |              |            |              |             |             |               |
| J                                                     | F             | M             | A           | M          | J        | J            | A          | S            | O           | N           | D             |
| −11−21,229,3                                          | −9,3−20,127,5 | −4,1−15,356,6 | 2,8−8,393,7 | 9,8−1,3124 | 165,4195 | 17,88,7275,4 | 15,96,8229 | 10,10,6149,4 | 3,8−6,781,3 | −4,6−15,356 | −9,3−19,639,7 |
| Moyennes : • Temp. maxi et mini °C • Précipitation mm |               |               |             |            |          |              |            |              |             |             |               |

## Histoire

### Jusqu'en 1917
Le territoire du raïon est peuplé depuis la Préhistoire (vers le IIIe millénaire av. J.-C., comme en témoignent les pétroglyphes retrouvés au cap Chamanski (ru), avec des chasseurs-cueilleurs. Au XIe siècle, les Mongols et Bouriates vinrent sur ces terres, repoussant les anciens habitants qu'étaient les ancêtres des Iakoutes vers le nord.
L'histoire russe commence au début du XVIIe siècle, avec la conquête de la Sibérie par les cosaques. Le sud du Baïkal était riche en fourrure et en sel, attirant les colons. En 1647, l'ostrog de Koultouk fut fondé par Ivan Pokhabov, faisant de Koultouk la plus ancienne colonie de la région, Irkoutsk ayant été fondée en 1652.
En 1689, le traité de Nertchinsk entre l'Empire russe et la dynastie Qing est signé, officialisant de fait la région comme partie de l'empire russe. Moscou souhaite alors construire la route de Sibérie, alors que le commerce s'accroît entre les deux pays. Le commerce naviguait sur le Baïkal pour atteindre Irkoutsk, qui abritait elle les douanes russes.
En 1795, il fut décidé de construire une route à travers le Khamar-Daban, qui fut ordonnée par le Sénat en 1796. Cette route passait par Koultouk, où les douanes s'installèrent, avant de s'enfoncer dans les montagnes. En 1805, la construction fut finie, et Koultouk devint un centre commercial. Mais alors que d'autres routes s'ouvrirent, cette route fut progressivement abandonnée au cours du XIXe siècle.
En 1802, l'ostrog de Slioudiansk est fondé, et l'exploitation de mica commença.
En 1820, il fut proposé pour la première fois une route le long du Baïkal, proposition réitérée par un colonel de l'armée en 1827. En parallèle en 1836, un marchand construisit avec ses propres fonds une route le long de la Khara-Mourin, qui fut achevée en 1847, mais passant toujours par les Khamar-Daban. Mais ce n'est qu'en 1855 qu'une route le long du Baïkal fut décidée par le gouverneur de Sibérie orientale Nikolaï Mouraviov-Amourski, avec une construction qui débuta en 1859, en utilisant des prisonniers polonais après l'Insurrection de Janvier.
En 1866, les sybiraks se soulevèrent lors de l'insurrection du Circum-Baïkal (ru), mais ils furent durement réprimés, avec plus de 300 tués. La construction reprit alors, et la route fut achevée en 1870.

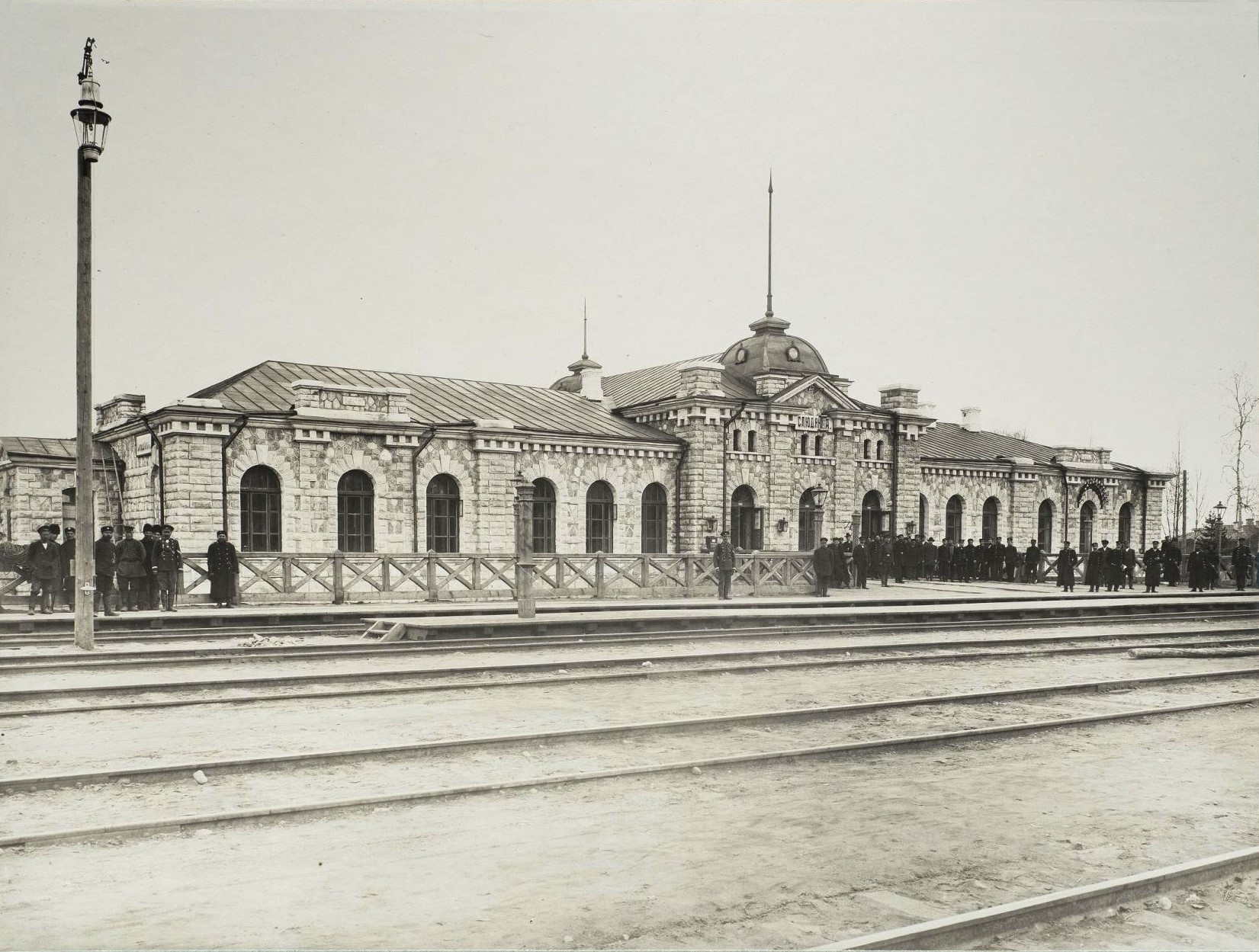
Gare de Slioudianka en 1904.

À la fin du XIXe, des réserves importantes de mica furent découvertes, de nombreux colons arrivèrent, et l'accroissement continua avec la construction du Circum-Baïkal de 1899 à 1904, avec une ouverture du trafic en 1905.

### URSS puis fédération de Russie
En 1924, l'exploitation de mica reprend après la guerre civile, et en 1928, le raïon produisait 74% du mica russe.
Le 23 juillet 1930, le raïon de Slioudianka est créé, et possède ses limites actuelles depuis le 20 mai 1966.
En 1940, une gisement de marbre est ouvert à Slioudianka, et la même année une usine agroalimentaire de poissonnerie est créée.En 1973, l'exploitation de mica s'arrête, mais le marbre continue toujours.
En 2013 fut fermé l'usine de pâtes et papiers de Baïkalsk (ru) fut fermé, après de nombreux protestations d'associations écologistes envers l'usine qui était accusée d'être la plus grande source de pollution du Baïkal.

## Politique et administration

### Administration

Diagramme de la douma du raïon.

Le raïon possède une douma, élue tous les 5 ans, et qui élit un chef (ou maire) du raïon. Cette douma est composée de 15 députés, élus dans 15 circonscriptions au scrutin majoritaire uninominal. Les dernières élections ont eues lieues en 2019, avec un taux de participation de seulement 16%. Les résultats ont donné; 6 députés indépendants, 6 députés du PCFR, 2 de Russie unie et un de Russie Juste. Son chef est actuellement Choults Alexeï Guerbertovitch.

### Résultats électoraux
| Scrutin             | 1er tour | 1er tour | 1er tour | 1er tour | 1er tour | 1er tour | 1er tour | 1er tour | 1er tour | 1er tour | 1er tour | 1er tour | 2d tour                  | 2d tour                  | 2d tour                  | 2d tour                  | 2d tour                  | 2d tour                  | 2d tour                  | 2d tour                  | 2d tour                  | 2d tour                  |
| Scrutin             | 1er      | 1er      | %        | 2e       | 2e       | %        | 3e       | 3e       | %        | 4e       | 4e       | %        | 1er                      | 1er                      | %                        | 2e                       | 2e                       | %                        | 3e                       | %                        | 4e                       | %                        |
| ------------------- | -------- | -------- | -------- | -------- | -------- | -------- | -------- | -------- | -------- | -------- | -------- | -------- | ------------------------ | ------------------------ | ------------------------ | ------------------------ | ------------------------ | ------------------------ | ------------------------ | ------------------------ | ------------------------ | ------------------------ |
| Présidentielle 2012 |          | ER       | 53.58    |          | KPRF     | 22.25    |          | SE       | 11,47    |          | LDPR     | 6,89     | Victoire au premier tour | Victoire au premier tour | Victoire au premier tour | Victoire au premier tour | Victoire au premier tour | Victoire au premier tour | Victoire au premier tour | Victoire au premier tour | Victoire au premier tour | Victoire au premier tour |
| Gouvernorale 2015,  |          | KPRF     | 54,59    |          | SE       | 33,55    |          | SRZP     | 4,72     |          | LDPR     | 4,50     |                          | SE                       | 48,81                    |                          | KPRF                     | 48,98                    |                          |                          |                          |                          |
| Législatives 2016   |          | ER       | 35,37    |          | KPRF     | 25,62    |          | LDPR     | 22,16    |          | SRZP     | 4,16     | Tour unique              | Tour unique              | Tour unique              | Tour unique              | Tour unique              | Tour unique              | Tour unique              | Tour unique              | Tour unique              | Tour unique              |
| Présidentielle 2018 |          | ER       | 65.61    |          | KPRF     | 22.22    |          | LDPR     | 8.10     |          | GRANI    | 0,71     | Victoire au premier tour | Victoire au premier tour | Victoire au premier tour | Victoire au premier tour | Victoire au premier tour | Victoire au premier tour | Victoire au premier tour | Victoire au premier tour | Victoire au premier tour | Victoire au premier tour |
| Législatives 2021   |          | KPRF     | 30,75    |          | ER       | 29,66    |          | NL       | 11,28    |          | LDPR     | 9,92     | Tour unique              | Tour unique              | Tour unique              | Tour unique              | Tour unique              | Tour unique              | Tour unique              | Tour unique              | Tour unique              | Tour unique              |

### Divisions administratives
| Municipalités          | Nom russe              | Population Recensement 2021 | Superficie             | Centre administratif   | Localités              |
| Établissements urbains | Établissements urbains | Établissements urbains      | Établissements urbains | Établissements urbains | Établissements urbains |
| ---------------------- | ---------------------- | --------------------------- | ---------------------- | ---------------------- | ---------------------- |
| Baïkalsk               | Байкальское            | 13 810                      | 819.25                 | Baïkalsk               | 3                      |
| Koultouk               | Култукское             | 3982                        | 280.61                 | Koultouk               | 5                      |
| Slioudianka            | Слюдянское             | 18483                       | 436.34                 | Slioudianka            | 3                      |
| Établissements ruraux  |                        |                             |                        |                        |                        |
| Bystrinskoïe           | Быстринское            | 651                         | 1071.53                | Bystraïa               | 2                      |
| Maritouïskoïe          | Маритуйское            | 73                          | 519.32                 | Maritouï               | 8                      |
| Novosnejninskoïe       | Новоснежнинское        | 680                         | 689,96                 | Novosnejnaïa           | 4                      |
| Port Baïkal            | Портбайкальское        | 400                         | 74,91                  | Baïkal                 | 1                      |
| Outoulikskoïe          | Утуликское             | 1237                        | 450.72                 | Outoulik               | 5                      |

| Liste des localités du raïon | Liste des localités du raïon | Liste des localités du raïon | Liste des localités du raïon | Liste des localités du raïon     |
| N°                           | Localités                    | Population 2012              | Statut                       | Municipalités                    |
| ---------------------------- | ---------------------------- | ---------------------------- | ---------------------------- | -------------------------------- |
| 1                            | Angassolka                   | 667                          | Village ferroviaire          | Municipalité de Koultouk         |
| 2                            | Angasoslskaïa                | 16                           | village                      | Municipalité de Koultouk         |
| 3                            | Andrianovskaïa               | 98                           | Village ferrovaire           | Municipalité de Koultouk         |
| 4                            | Babha                        | 1                            | village                      | Municipalité d'Outoulik          |
| 5                            | Baïkal                       | 400                          | village                      | Municipalité de Portbaïkal       |
| 6                            | Baïkalsk                     | 13 199 (pop 2021)            | ville                        | Municipalité de Baïkalsk         |
| 7                            | Baklan                       | 17                           | village                      | Municipalité de Maritouïskoïe    |
| 8                            | Burovchtchina                | 51                           | village                      | Municipalité de Slioudianka      |
| 9                            | Bystraïa                     | 421                          | village                      | Municipalité de Bystraïa         |
| 10                           | Koultouk                     | 3408 (pop 2021)              | commune urbaine              | Municipalité de Koultouk         |
| 11                           | Mangoutaï                    | 93                           | village                      | Municipalité d'Utulik            |
| 12                           | Maritouï                     | 55                           | village                      | Municipalité de Maritouïskoïe    |
| 13                           | Mouraveï                     | 22                           | village                      | Municipalité d'Outoulik          |
| 14                           | Mourino                      | 157                          | village                      | Municipalité de Novosnejninskoïe |
| 15                           | Novosnejnaïa                 | 464                          | village                      | Municipalité de Novosnejninskoïe |
| 16                           | Orekhovo                     | 11                           | village                      | Municipalité d'Outoulik          |
| 17                           | Pankovka 1er                 | 21                           | village                      | Municipalité de Novosnejninskoïe |
| 18                           | Pankovka 2e                  | 16                           | village                      | Municipalité de Novosnejninskoïe |
| 19                           | Polovinnaïa                  | 11                           | village                      | Municipalité de Maritouïskoïe    |
| 20                           | Ponomarevka                  | 6                            | village                      | Municipalité de Maritouïskoïe    |
| 21                           | Pylovka                      | 3                            | village                      | Municipalité de Maritouïskoïe    |
| 22                           | Slioudianka                  | 18 058 (pop 2021)            | Ville                        | Municipalité de Slioudianka      |
| 23                           | Solzan                       | 602                          | village                      | Municipalité de Baïkalsk         |
| 24                           | Soukhoï Routcheï             | 291                          | village                      | Municipalité de Slioudianka      |
| 25                           | Tibelti                      | 218                          | village                      | Municipalité de Bystraïa         |
| 26                           | Oulanovo                     | 0                            | village                      | Municipalité de Maritouïskoïe    |
| 27                           | Outoulik                     | 1009                         | village                      | Municipalité d'Outoulik          |
| 28                           | Charajalgaï                  | 1                            | village                      | Municipalité de Maritouïskoïe    |
| 29                           | Chirokaïa                    | 4                            | village                      | Municipalité de Koultouk         |
| 30                           | Choumikha                    | 2                            | village                      | Municipalité de Maritouïskoïe    |

Jusqu'en 2021 existait un village du nom d'Ossinovka dans la municipalité de Baïkalsk.

## Population et société

### Société
Le raïon dispose de 20 écoles, scolarisant près de 5000 élèves et dispose de trois hôpitaux.

### Démographie
Recensements et estimations de la population:
| 1959*  | 1970*  | 1979*  | 1989*  | 2002*  | 2009   | 2010*  | 2011   |
| ------ | ------ | ------ | ------ | ------ | ------ | ------ | ------ |
| 33 559 | 44 697 | 44 162 | 44 697 | 44 039 | 42 669 | 40 509 | 40 450 |

| 2012   | 2013   | 2014   | 2015   | 2016   | 2017   | 2018   | 2019   |
| ------ | ------ | ------ | ------ | ------ | ------ | ------ | ------ |
| 40 556 | 40 383 | 40 190 | 39 833 | 39 672 | 39 455 | 39 418 | 39 089 |

| 2020   | 2021   | 2022   | - | - | - | - | - |
| ------ | ------ | ------ | - | - | - | - | - |
| 39 097 | 39 056 | 38 700 | - | - | - | - | - |

## Économie

### Secteur industriel et minier
La région de Slioudianka fait partie des régions minières de Sibérie, avec d'importantes carrières de marbre, mais aussi des gisements de syénite, de diopside et de lapis-lazuli. Le gisement de Malo-Bystrinsk est l'un des plus grands de la région, et en marbre il y a les gisements de Bystrinsk, et surtout la carrière de Mramornyy derrière Slioudianka. Il y a aussi des gisements d'argile et de ciment.
Le raïon compte aussi des usines, dont certaines liées à l'exploitation du marbre. Au total, le secteur industriel et minier de la région produisent plus de la moitié du produit brut du raïon. Mais ces usines sont sources de pollutions, impactant le Baïkal. En 2013, l'usine de pâtes et papiers de Baïkalsk (ru) fut fermé, après de nombreux protestations d'associations écologistes envers l'usine qui était désignée comme la plus grande source de pollution du Baïkal.

### Transports

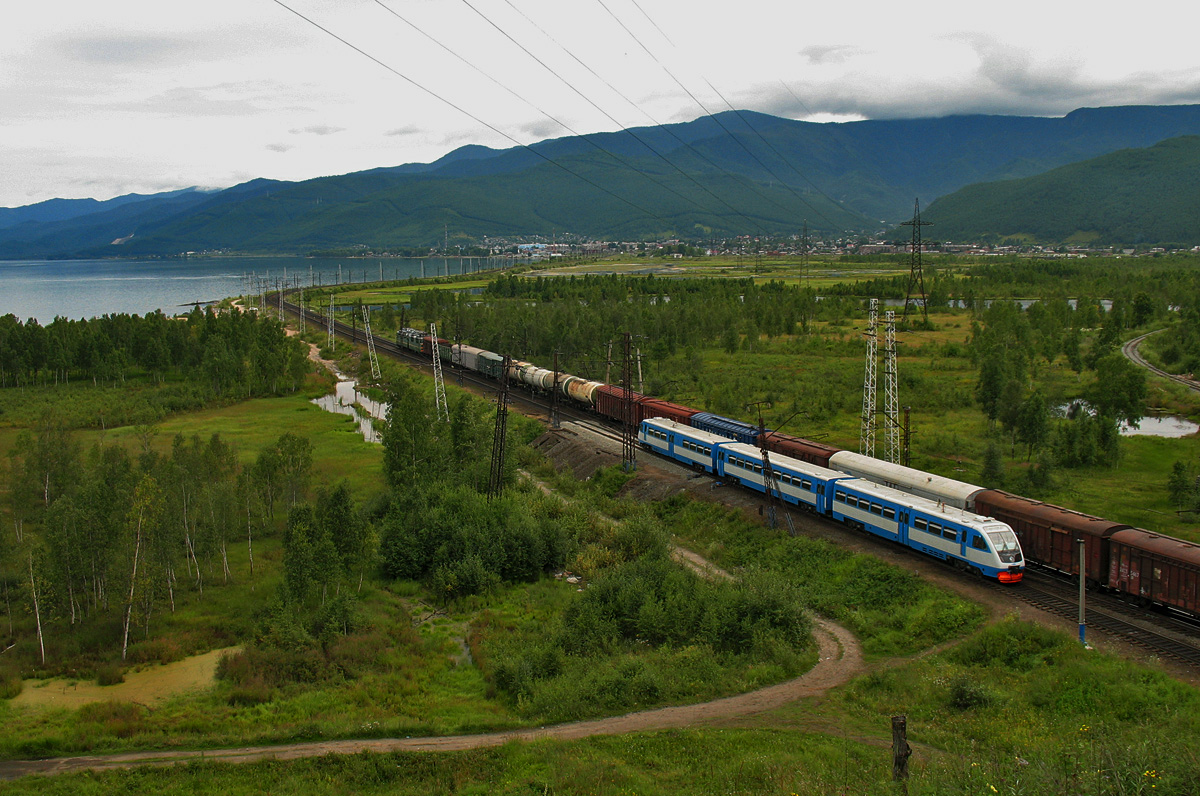
Train régional et train de marchandise dans la plaine de Koultouk.

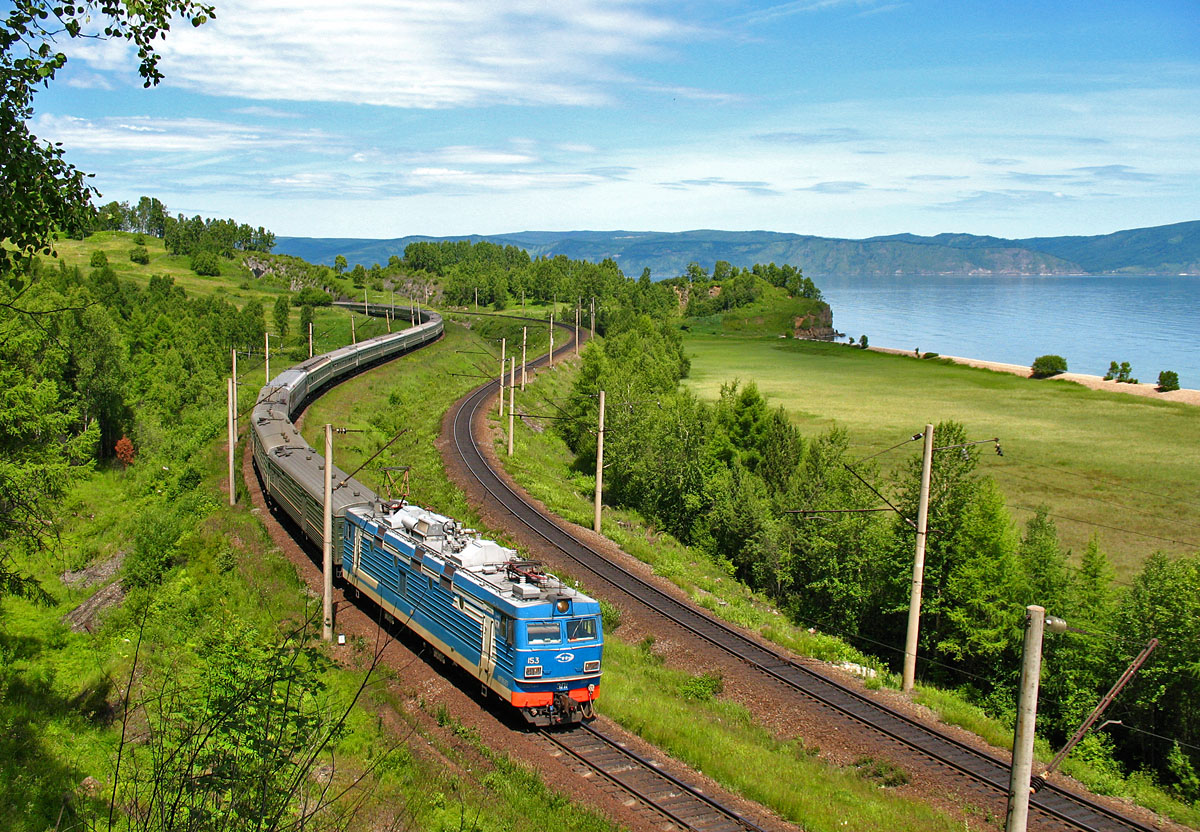
Transsibérien longeant le Baïkal.

La principale voie de communication est la route fédérale R258, qui relie Irkoutsk à Oulan-Oudé. Dans le raïon, longe de Koultouk à Vydrino le lac Baïkal, en desservant quasi toutes les localités du raïon. Le second axe est la route fédérale A333, qui part de Koultouk en direction de la Tounka et de la Mongolie. Mis à part ça, le réseau se compose de routes communales et de quelques pistes forestières vers des sites naturels.
En termes de ferroviaire, le transsibérien passe par le raïon, longeant lui aussi le Baïkal de Koultouk à Vydrino. De plus, le circumbaïkal permet de desservir toute la côte nord du raïon, en longeant le lac, avec quasi que des trains touristiques. Sur ces lignes, des trains longues distances existent, ainsi que des trains régionaux, desservant les gares du raïon.
| N° de train | Itinéraire                   | N° de train | Itinéraire                   |
| ----------- | ---------------------------- | ----------- | ---------------------------- |
| 6336        | Irkoutsk-Tri — Vydrino       | 6337        | Vydrino — Irkoutsk-Tri       |
| 6334        | Irkoutsk-Tri — Baïkalsk      | 6335        | Baïkalsk — Irkoutsk-Tri      |
| 6306        | Irkoutsk-Tri- Slioudianka I  | 6317        | Slioudianka I - Irkoutsk-Tri |
| 6312        | Irkoutsk-Tri - Slioudianka I | 6329        | Slioudianka I - Irkoutsk-Tri |
| 6324        | Irkoutsk-Tri - Slioudianka I | 6333        | Slioudianka I - Irkoutsk-Tri |
| 6201        | Slioudianka I - Baïkal       | 6202        | Baïkal - Slioudianka I       |
| 6801        | Slioudianka I - Baïkal       | 6802        | Baïkal - Slioudianka I       |

### Tourisme

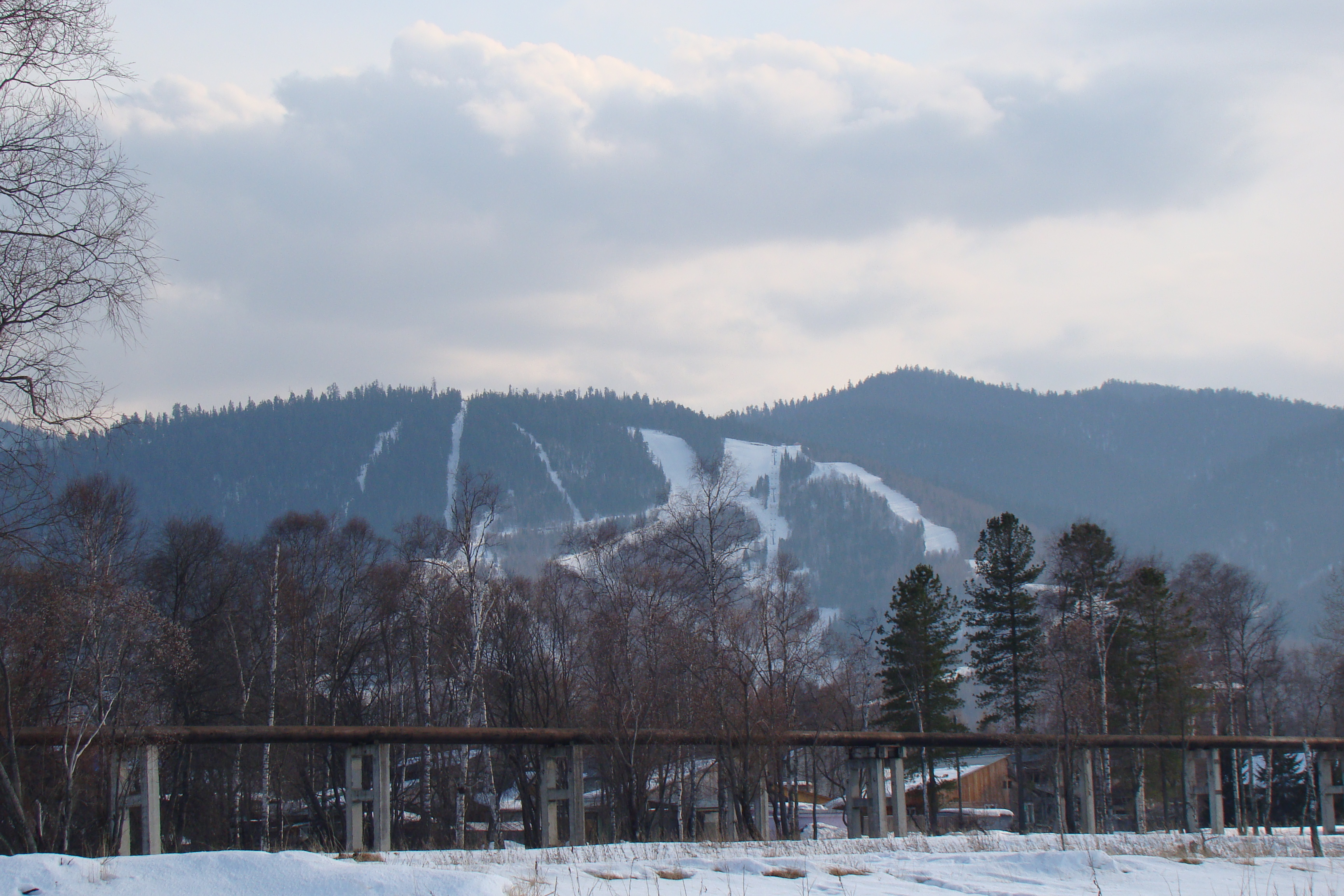
Station de ski du Mont Sobolinaïa.

Le tourisme est l'une des activités les plus importantes au niveau économique du raïon, grâce à son littoral sur le Baïkal, avec de nombreux hôtels et campings. Le Baïkal se transforme aussi en hiver en une immense patinoire, attirant les urbains d'Irkoutsk. Il y a aussi l'été des excursions sur le lac.
Le chemin de fer circbaïkalien est très emprunté par les touristes, pour aller jusqu'au petit village touristique de Baïkal.
En hiver, la station à Baïkalsk « Mont Sobolinaïa » permet la pratique de sports d'hiver. Le secteur touristique est d'autant plus important à Baïkalsk qu'il fut créé pour remplacer l'usine de pâtes et papiers. Dans cette station, le championnat régional de ski se déroule tout comme certaines étapes de la coupe de Russie.
Le raïon comprend plusieurs espaces naturels protégés dont la réserve de l'Irkout. De plus, toute la côte nord fait partie du parc national Pribaïkalski.
Le Khamar-Daban regorge de sentiers touristiques et de lacs alpins, comme le lac Serdtse. Le pic Tcherski, ayant une ascension facile, est visité, tout comme de nombreuses rivières du massif où du rafting est pratiqué (rivières Irkout, Outoulik, Slioudianka ou Snejnaïa).